# DORIS (sistema de posicionamento)

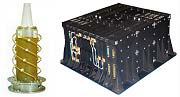
Antena e receptor DORIS usados no Jason-2.

DORIS é a sigla para Détermination d'Orbite et Radiopositionnement Intégré par Satellite. É um sistema de orientação e posicionamento de satélites francês que, a partir de instrumentos de rádio embarcados no satélite e em estações terrenas, permite medir com grande precisão a trajetória e a localização do satélite em relação ao solo. As suas principais aplicações são: a geodésia (monitoramento da deformação do solo com precisão de menos e 1 mm ao ano) e a climatologia..